# カール・スリム
カール・スリム（Karl Slym、1962年2月9日 - 2014年1月26日）はイギリスの実業家。1995年から2011年までゼネラルモーターズ (GM) に在籍し、後にタタ・モーターズに移籍し、社長を務めた。
| サブスタブ | この項目は、まだ閲覧者の調べものの参照としては役立たない、書きかけの項目です。この項目を加筆・訂正などしてくださる協力者を求めています。このテンプレートは分野別のサブスタブテンプレートやスタブテンプレート（Wikipedia:分野別のスタブテンプレート参照）に変更することが望まれています。 |